# Esanitrocobaltato di sodio
L'esanitrocobaltato di sodio (o nitrito di sodio e cobalto (III)) è un sale complesso di sodio, cobalto e dell'acido nitroso.

Si tratta di un composto di coordinazione in cui l'anione centrale è il cobalto (III), mentre i leganti sono sei gruppi nitriti. Viene usato come reagente per l'analisi qualitativa del potassio e dello ione ammonio.
A temperatura ambiente si presenta come un solido in polvere da giallo a marrone dall'odore tenue di acido nitrico. È un composto nocivo.

## Sintesi e reazioni
Si può preparare per:
- ossidazione di sali di cobalto(II) in presenza di nitrito di sodio:[2]

4 [Co(H2O)6](NO3)2  +  O2  +  24 NaNO2   →   4 Na3[Co(NO2)6]  +  8 NaNO3 +  4 NaOH  +  22 H2O
- reazione del cloruro di cobalto(II) e nitrito sodico in acido acetico:

{\displaystyle {\mathsf {CoCl_{2}+7\;NaNO_{2}+2\;CH_{3}COOH\ {\xrightarrow {50-60^{o}C}}\ }}}
{\displaystyle {\mathsf {Na_{3}[Co(NO_{2})_{6}]+NO\uparrow +2\;NaCl+2\;CH_{3}COONa+H_{2}O}}}
- reazione del nitrato di cobalto con nitrito sodico e acido acetico.[3]:

{\displaystyle {\mathsf {Co(NO_{3})_{2}+7\;NaNO_{2}+2\;H_{3}C-COOH\ \longrightarrow {}}}}
{\displaystyle {\mathsf {Na_{3}[Co(NO_{2})_{6}]+2\;NaNO_{3}+2\;H_{3}C-COONa+H_{2}O+NO\uparrow }}}

## Applicazioni

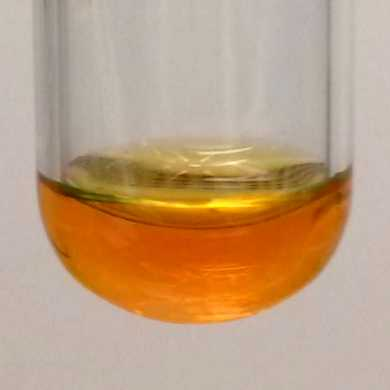
Na_{3}Co(NO_{2})_{6} (aq).

Anche se l'esanitrocobaltato di sodio è solubile in acqua, forma la base per la determinazione quantitativa del potassio, tallio e dello ione ammonio.
Nelle condizioni di reazione raccomandate, il sale doppio insolubile K2Na[Co(NO2)6].H2O precipita e viene pesato.
In geochimica, l'esanitrocobaltato di sodio viene usato per distinguere i feldspati alcalini dal plagioclasio in sezioni sottili.